# Амадей Савойски-Ахая
Вижте пояснителната страница за други личности с името Амадей Савойски.
Амадей Савойски-Ахая, Амадей Савойски или Амадей Пиемонтски (на италиански: Amedeo di Savoia-Acaia, на френски: Amédée de Savoie-Achaïe или Amédée de Savoie или Amédée de Piémont; * 1363, Пинероло, Пиемонт; † 7 май 1402, пак там), е господар (сеньор) на Пиемонт и титулярен княз на Ахая (1367 – 1402).

## Произход
Според френския историк Самюел Гишенон Амадей е най-големият син на Жак Савойски-Ахая (* 1315, † 1367), господар на Пиемонт и княз на Ахая, и на третата му съпруга Маргарита дьо Божо (* 1346, † 1402). Негови дядя и баба по бащина линия са  Филип I Савойски-Ахая, сеньор на Пиемонт (1294 – 1334) и титулярен княз на Ахая (1301 – 1307), и Катерина дьо Виеноа/дьо ла Тур дю Пен, а по майчина – Едуад I дьо Божо, маршал на Франция, княз на Домб, и Мари дьо Тил. Има един брат:
- Лудвиг (* 1364 † 1418), негов наследник като господар на Пиемонт (1402 – 1418) и титулярен княз на Ахая (от 1402).

Има и един природен брат и една природена сестра от предходния (втори) брак на баща си, както и двама природени братя от извънбрачните му връзки.

## Биография
На 16 май 1366 г. баща му Жак Савойски-Ахая съставя завещание, с което определя най-големия си син Филип – природен брат на Амадей за свой наследник, споменавайки и третата си съпруга Маргарита и другите си две деца – Лудвиг и Амадей. В същия период обаче Филип се съюзява с маркграфа на Салуцо Фридрих II и с господарите на Милано Галеацо II Висконти и Бернабо Висконти, за да започне война срещу савойския граф Амадей VI Савойски.
С акт от 25 април 1367 г. баща им Жак лишава Филип от наследство, наричайки го „неблагодарен и недостоен“, и разпределя наследството сред самия Амадей и неговия брат Лудвиг. Това кара Филип да застане начело на кървав бунт. Междувременно Амадей, по молба на баща си, е поставен под закрилата на граф Амадей VI Савойски. Графът завладява Пиемонт, окупира Торино, докато Амадей, брат му и майка им се намират в столицата на Савойското графство Шамбери. Полубрат му Филип е заловен във Фосано през август 1368 г. Амадей VI организира процес срещу бунтовника и той е признат за виновен на 27 септември. Филип е затворен в замъка на Авиляна и е лишен от титлата „княз“, а през декември 1368 г. умира вероятно от удавянето му в ледените води на езерото на Авиляна.
След смъртта на баща си Жак през май 1367 г. Амадей го наследява с титлите „Господар на Пиемонт“ и „Княз на Ахая“ под регентството на савойския граф Амадей VI. Графът е регент до 1377 г., когато Амадей навършва пълнолетие на 14-годишна възраст. През ноември същата година Амадей VI, комуто Амадей вече се е заклел във вярност, му дава феодите в Пиемонт. Амадей следва графа в Сион, където за епископ последният назначава чичото на Амадей – Едуард Савойски-Ахая.
През 1380 г. Амадей VI Савойски одобрява брака на Амадей с Катерина Женевска – братовчедка на графа и сестра на антипапа Климент VII, с чиято подкрепа Амадей по-късно се стреми да отстоява правата си над Ахейското княжество.
Като верен поданик на Амадей VI през 1383 г. Амадей участва в експедицията, която донася от Молизе в Савоя тялото на преждевременно починалия савойски граф. Амадей е приятел и с наследника на Савойското графство – Амадей VII Савойски, негов другар от детинство. Той го следва във военните експедиции до смъртта му в началото на 1391 г.
Между края на 1390 и 1391 г. Амадей води епистоларна кореспонденция с Деспота на Румъния и с първенците на Ахая.
През 1391 г. неговите посланици във Венеция сключват договор с представителя на Краля на Неапол, за да може Амадей да си възвърне господството над Ахейското княжество. По-късно посланиците се срещат в Атина с херцога на Атина Нерий I Ачайоли, който, след като е наел Наварската дружина начело с Пиетро Бордо ди Сан Суперано, е бил хвърлен от нея в плен в Ластрина от септември 1389 г. Нерий сключва договор с посланиците на Амадей срещу наварците, които контролират Мореа, с който признава Амадей за княз на Ахая и се обявява за негов васал за Господарство Коринт, Атинското херцогство и Херцогство Аргос и Науплия. Междувременно Амадей преговаря със съперника на Нерий – Пиетро Бордо и получава признанието на наварците за суверенитета си в замяна на потвърждение на огромните им владения в Гърция. Военната експедиция на Амадей в Гърция обаче не се състои, т. к. граф Амадей VII Савойски умира внезапно малко преди качването им на кораба в Генуа.
Понеже наследникът на Амадей VII Савойски – Амадей VIII е все още непълнолетен, в негова защита Амадей застава на страната на баба му Бона дьо Бурбон.
През 1393 г. Амадей води война с маркграфа на Монферат Теодор II, от когото през 1396 г. отнема Мондови.
През 1394 г. е на страната на Амадей VIII в битката срещу маркграфа на Салуцо Томас III. Томас III не желае да отдаде почит на новия савойски граф, дори го пребива и затваря в Торино, и две години по-късно го освобождава срещу откуп.
През 1396 г. войната с Маркграфство Монферат се възобновява, което личи в писмото, с което маркграф Теодоро II обявява война на Амадей. Примирието между Монферат и Ахая е подписано през 1397 г. благодарение на намесата на Джан Галеацо Висконти. След като отблъсква миланските войски, командвани от Графовете Биандрате, Амадей се оттегля в Пинероло – седалище на неговата власт.
Амадей умира на около 39 години в Пинероло на 7 май 1402 г., където е погребан в църквата „Св. Франциск“. На погребението му присъстват и посланиците на маркграфа на Монферат Теодор II. Понеже Амадей има само дъщери, го наследява брат му Лудвиг.

## Брак и потомство
След папско разрешение (3 и 4 септември 1330) ∞ 22 септември 1380 близо до Женева за Катерина Женевска († 17 октомври 1407, Вигоне), дъщеря на Амадей III, граф на Женева, и на Марго (Мау) д'Оверн, от която има четири дъщери:
- Бона Савойска-Ахая (* 21 юни 1390, † сл. 1392 като малка)
- Маргарита Савойска-Ахая (* 21 юни 1390 † 23 ноември 1464), чрез брак маркграфиня на Монферат, беатифицирана от папа Климент IX на 9 октомври 1669 г. като Блажена Маргарита Савойска; ∞ 17 януари 1403 за Теодор II Монфератски, бездетна;[18] като вдовица се оттегля в доминиканското абатство „Св. Катерина Александрийска“ в Алба (1420) и умира като светица.[19][20]
- Матилда Савойска-Ахая (* ок. 1390, † 14 май 1438 в Гермерсхайм, погребана в църквата на „Св. Дух“ в Хайделберг), чрез брак пфалцграфиня и курфюрстиня на Пфалц (1417 – 1436); ∞ 30 ноември 1417 в Пинероло за курфюрст Лудвиг III фон дер Пфалц (* 23 януари 1378, † 30 декември 1436),[21] от когото има трима сина и две дъщери
- Катерина Савойска-Ахая (* 1400).

Има и един извънбрачен син:
- Юлий († 1399)

### Основни източници
- ((la)) De Allobrogibus libri novem
- ((la))) Guichenon, Samuel. Preuves de l'Histoire généalogique de la royale maison de Savoie, justifiée par titres,...
- ((la)) Storia dei principi di Savoia del ramo d'Acaia, signori del Piemonte, Volume 2

### Историографска литература
- ((fr)) Guichenon, Samuel. Histoire généalogique de la royale maison de Savoie, justifiée par titres,...
- ((fr)) Histoire de la Maison de Savoie
- ((fr)) Guichenon, Samuel. Preuves de l'Histoire généalogique de la royale maison de Savoie, justifiée par titres,...
- ((it)) Archivio di Stato: Sezione Corte → Principato di Acaia [Inventario n. 102] → Mazzo 3.1 Архив на оригинала от 2023-02-06 в Wayback Machine.

### Други
- Savoy 2 – Amadeo //  Genealogy.   Посетен на 4 януари 2021. (на английски)
- PRINCES of ACHAIA, SIGNORI del PIEMONTE – AMEDEE de Savoie //  Foundation for Medieval Genealogy.   Посетен на 4 януари 2021. (на английски)